# De vallei van de paarden
De vallei van de paarden (The Valley of Horses) is het tweede deel van de reeks Earth's Children (De Aardkinderen). Het is geschreven door de Amerikaanse auteur Jean M. Auel en werd uitgegeven in september 1982. In het Nederlands is het eerst vertaald en uitgegeven als De tocht naar de anderen. Voor de uitgave onder de titel De vallei van de paarden is het boek opnieuw vertaald.

## Introductie
De reeks speelt zich af tijdens een laat deel (35.000 tot 25.000 jaar geleden) van de laatste ijstijd, het Weichselien, op verschillende locaties in het deel van Europa dat niet bedekt is met gletsjers. Het beschrijft voornamelijk het leven van hoofdrolspeelster Ayla, een cro-magnonmens die opgroeit bij een groep neanderthalers.

## Inhoud
Ayla, de hoofdpersoon, is verstoten door de stam van de holenbeer. Naar aanleiding van de dood van haar pleegmoeder Iza gaat zij op zoek naar de Anderen, zoals de neanderthalers de cro-magnonmens noemen. De Anderen leven in het noorden boven de grote zee. Verlaten en alleen komt ze na een lange zwerftocht in een groene, beschutte vallei terecht. Hier graast een kudde paarden (titelverklaring). Nadat ze tijdens de jacht een zogende merrie heeft gedood om aan eten te komen, neemt ze de zorg voor het veulen op zich. Ze leert paardrijden en maakt hiervan gebruik om allerlei taken met minder krachtsinspanning te verrichten. Ook vangt ze een holenleeuwwelpje op dat gewond is geraakt. Met beide beesten krijgt ze een bijzondere band.
In het boek wordt tegelijkertijd het verhaal verteld van Jondalar, een jonge man uit de stam der "Zelandoniërs" die samen met zijn broer Thonolan een tocht maakt naar het einde van de "moederrivier" (de Donau). Ayla komt Jondalar tegen, nadat de broers zijn aangevallen door Ayla's welpje, dat inmiddels tot een volwassen leeuw is uitgegroeid. Thonolan komt hierbij om het leven. Jondalar raakt gewond, maar overleeft dankzij Ayla's verpleging. De uitwerking van het conflict tussen de twee mensen met verschillende achtergrond, op zoek naar een gemeenschappelijke basis, vormt het laatste deel van het boek. De mentale reis die zowel Ayla als Jondalar moet maken was de inspiratie voor de titel van de oorspronkelijke vertaling.
Deel 1: De stam van de holenbeer · Deel 2: De vallei van de paarden · Deel 3: De mammoetjagers · Deel 4: Het dal der beloften · Deel 5: Een vuurplaats in steen · Deel 6: Het lied van de grotten